# Mont Logan (Québec)
Vous lisez un « bon article » labellisé en 2020.
Pour les articles homonymes, voir Mont Logan, Mont Logan (Washington) et Logan.
Ne doit pas être confondu avec Monts Logan.
Le mont Logan est une montagne du Canada située sur la péninsule gaspésienne, au Québec. Il fait partie des monts Chic-Chocs, un massif des monts Notre-Dame dans les Appalaches. Culminant à 1 150 mètres d'altitude, il est le point le plus élevé de la région du Bas-Saint-Laurent et l'un des rares sommets québécois de plus de 1 100 mètres.
Son flanc nord singulièrement escarpé est visible depuis Cap-Chat, sur l'estuaire du Saint-Laurent. L'altitude et l'exposition de son sommet aux vents et aux masses d'air humides venus du golfe du Saint-Laurent en font l'un des endroits les plus sujets aux précipitations dans la province. Du fait de sa physiographie et de son climat hors du commun, le mont Logan est aussi l'habitat d'espèces animales et végétales exceptionnelles telles que le caribou de la Gaspésie et l'arnica de Griscom.
Sa topographie particulière, sa composition géologique ancienne, de même que sa faune et sa flore remarquables suscitent l'intérêt de la communauté scientifique dès le milieu du XIXe siècle. Le géologue William Edmond Logan est d'ailleurs le premier Européen, en 1844, à gravir la montagne alors qu'il y cherche du charbon.
Malgré des neiges abondantes favorables au ski de montagne, l'isolement du site nuit aux multiples efforts de mise en valeur récréotouristique dans la seconde moitié du XXe siècle. Si d'autres activités intensives telles que la foresterie ou la radiodiffusion ont eu cours sur la montagne durant cette période, différents statuts de protection sont venus limiter sévèrement l'action humaine. Le mont Logan chevauche maintenant les limites du parc national de la Gaspésie, de la réserve faunique de Matane, de la réserve écologique Fernald, de l'habitat floristique du Mont-Logan et de l'habitat faunique du caribou de la Gaspésie.

## Toponymie
Ce pic est nommé à la mémoire de William Edmond Logan, contre son gré. Bien que déjà en usage depuis un certain temps, le nom est officialisé en 1898 par la Commission de géographie du Canada. Le point culminant du Canada, le mont Logan, est également désigné en son honneur.

## Géographie

### Situation
| Image externe | |
|               | Employé de la réserve faunique de Matane, « Mont Logan : Sommet du mont Logan (1 150 m), en hiver », sur Le monde en images |

Le mont Logan est situé dans le territoire non organisé de Rivière-Bonjour, sur le flanc nord de la péninsule gaspésienne dans la province de Québec, dans l'Est du Canada. Il se trouve à 65 kilomètres à l'est de la ville de Matane, chef-lieu de La Matanie, et à 410 kilomètres au nord-est de Québec, capitale provinciale. Le sommet s'élève à environ 1 150 mètres d'altitude dans les monts Chic-Chocs de la chaîne des monts Notre-Dame.

### Topographie

Carte topographique de la montagne et des environs.

On distingue trois divisions physiographiques au massif du mont Logan : au nord, les hautes-terres, au centre, la crête montagneuse des Chic-Chocs et, au sud, une plaine.
Les hautes-terres du piémont sont formées de vallons boisés d'une altitude moyenne de 550 mètres. Des ruisseaux et rivières coulent dans des ravins d'une profondeur pouvant atteindre 400 mètres.
Le mont Logan est caractérisé par une morphologie territoriale bigarrée, alternant pentes douces arrondies et herbeuses avec des falaises escarpées. Au nord, un escarpement prononcé place le mont Logan comme l'un des sommets les plus proéminents de l'Est du Canada, avec une hauteur de culminance de 620 mètres. Cette paroi, d'une hauteur variant entre 450 et 600 mètres et d'une inclinaison généralement comprise entre 20 et 40°, voire verticale à certains endroits, est visible de plusieurs endroits le long du littoral du Saint-Laurent, notamment de Cap-Chat et Sainte-Anne-des-Monts. La portion ouest de la paroi, moins abrupte, n'en demeure pas moins infranchissable que sa contrepartie orientale. Les pentes du flanc sud du massif sont plus douces : leur élévation varie de 180 à 300 mètres, avec une distance en pente d'environ un kilomètre.
Le sommet lui-même est un dôme pittoresque d'une altitude maximale de 1 150 mètres, implanté sur une crête de sommets d'élévation similaire (monts Mattawees, Fortin, Pembroke) entrecoupée de vallées profondes,.

### Géologie

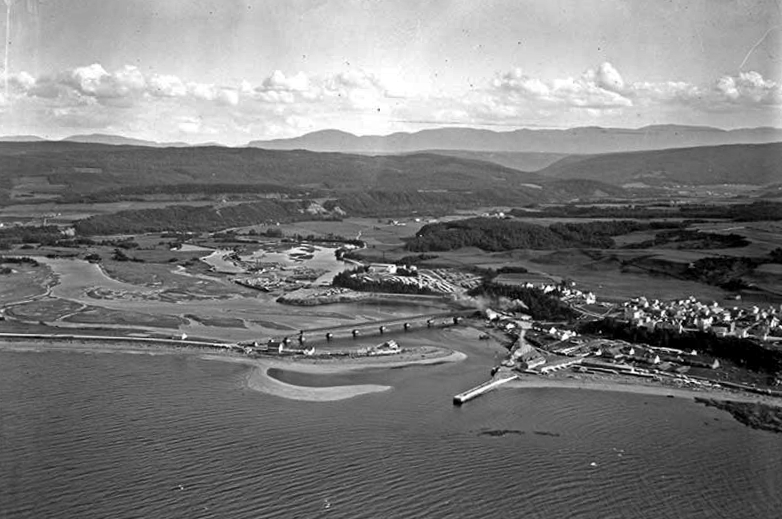
Le flanc nord des Chic-Chocs et son plan de faille caractéristique vus du havre de Cap-Chat.

Le mont Logan s'est formé il y a environ 450 millions d'années, lors de l'Ordovicien inférieur, à l'ère du Paléozoïque. Lors de l'orogenèse taconienne, une pression latérale exercée par d'autres formations sur le socle rocheux entraîne la formation de plis, puis, la pression augmentant, entraîne le chevauchement ; une nappe de charriage de quelques centaines de mètres d'épaisseur se met en place. Au nord, la faille de chevauchement du lac Cascapédia marque le front d'un de ces plis. La bordure sud est constituée de la zone de failles de décrochement dite « de Schikshock Sud » ou « ligne Brompton–Baie-Verte ». Cette ligne départage la ceinture taconienne de la ceinture acadienne. La nappe de Logan est constituée de métabasalte et roches métasédimentaires, plus dures que les roches des formations environnantes. L'érosion plus rapide de ces formations voisines a révélé le relief particulier des monts Chic-Chocs, et plus spécifiquement du mont Logan.
Des sondages montrent des intrusions du Dévonien sous forme de sill et de dyke. Ces recherches ont aussi révélé une présence substantielle de cuivre, de talc et de marne sur la montagne.

### Climat
Il n'existe pas de station fournissant des données climatiques de façon continue au sommet du mont Logan ; un modèle climatique permet d'estimer les températures et les précipitations à partir des données des stations environnantes.
Le climat de la montagne est influencé par son altitude et sa proximité du golfe du Saint-Laurent, dont les courants transportent des eaux froides en provenance de l'Arctique. La température moyenne au sommet est d'environ −3 °C. L'humidité s'y condense plus facilement en raison de la pression et des températures plus faibles en altitude. Ainsi, sur une base annuelle, la montagne reçoit parmi les plus grandes quantités de précipitations au Québec. Les épisodes de pluie, les conditions de fonte, la formation de carapaces de glaces et les nombreuses tempêtes de neige au cours de l'hiver réunissent les conditions propices à la formation d'avalanches, courantes sur les parois de la montagne.
Les vents dominants sont d'ouest. À 31,9 km à l'est de Logan, sur le mont Albert, les vents soufflent en moyenne à 24 km/h. Des rafales de 250 km/h y ont déjà été enregistrées.
| Mois                              | jan.  | fév.  | mars  | avril | mai  | juin  | jui.  | août | sep.  | oct.  | nov.  | déc.  | année   |
| --------------------------------- | ----- | ----- | ----- | ----- | ---- | ----- | ----- | ---- | ----- | ----- | ----- | ----- | ------- |
| Température minimale moyenne (°C) | −18,3 | −16,7 | −11,3 | −3,6  | 2,6  | 8,1   | 11,4  | 10,3 | 5,8   | 0,4   | −5,6  | −13,1 | −2,5    |
| Température moyenne (°C)          | −13,9 | −12,2 | −6,5  | 0,6   | 7,7  | 13,3  | 16,3  | 15,2 | 10,4  | 4,1   | −2,5  | −9,4  | 1,9     |
| Température maximale moyenne (°C) | −9,5  | −7,5  | −1,9  | 4,8   | 12,8 | 18,6  | 21,2  | 20   | 15    | 7,8   | 0,8   | −5,6  | 6,4     |
| Précipitations (mm)               | 88,8  | 69,2  | 77,5  | 74,6  | 90,1 | 105,8 | 111,7 | 99,9 | 107,4 | 110,5 | 101,3 | 105,8 | 1 142,5 |
| dont pluie (mm)                   | 8,3   | 5,7   | 11,4  | 37,4  | 85,5 | 105,8 | 111,7 | 99,9 | 107,3 | 98,8  | 44,7  | 10,8  | 727,4   |
| dont neige (cm)                   | 79,3  | 65,3  | 67,8  | 36,6  | 4,3  | 0     | 0     | 0    | 0     | 11,7  | 57,4  | 96,4  | 418,8   |

### Faune et flore

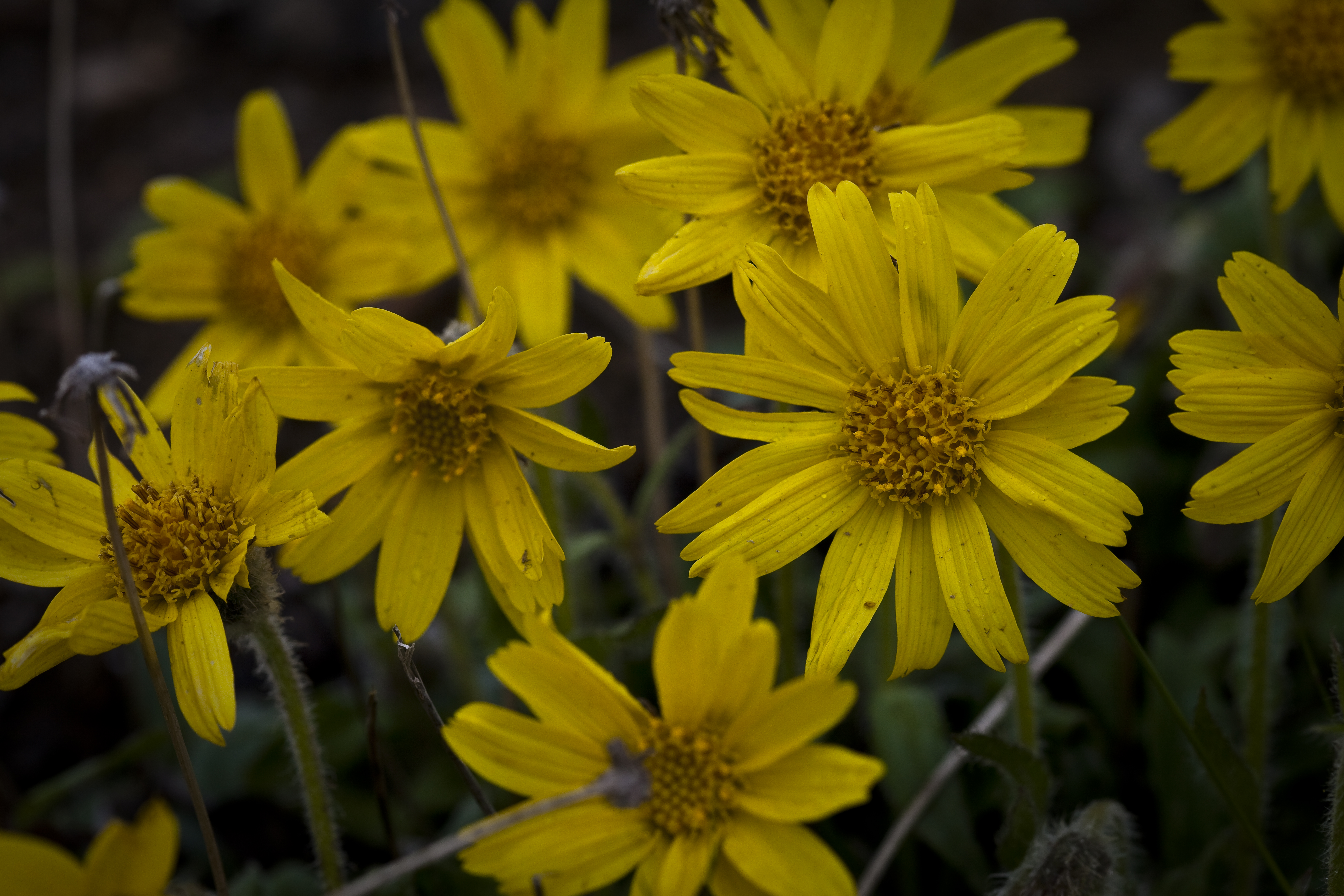
L'arnica de Griscom est endémique du golfe du Saint-Laurent.

Le mont Logan est principalement situé dans une sapinière à bouleau blanc. La forêt préindustrielle était composée d'une matrice dominée par les résineux matures, mais l'exploitation par les compagnies forestières, notamment la compagnie Hammermill qui détenait des droits de coupe pour un volume annuel de bois de 72 000 m3 sur la montagne, transforme la nature des peuplements, maintenant composés de jeunes pousses de résineux voisinant davantage de feuillus. Le cycle de régénération est lent : 30 à 60 ans sont requis pour qu'un peuplement dominé par les sapins arrive à maturité, soit près de deux fois plus de temps qu'il en faut généralement.

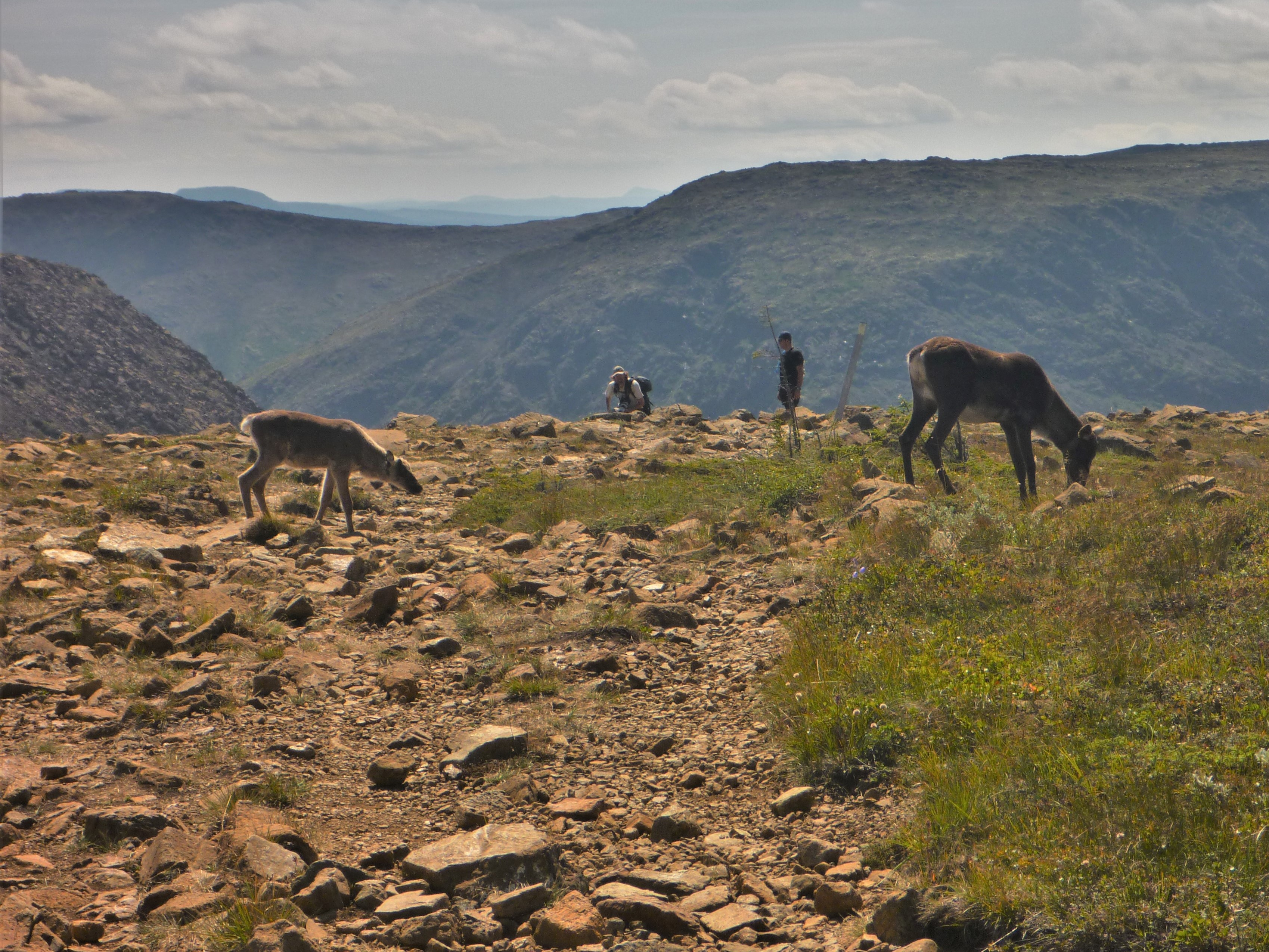
Les caribous de Gaspésie fréquentent le mont Logan.

L'altitude de la montagne et son exposition aux vents en font un site exceptionnel pour la végétation de prairie subalpine. Le versant ouest de la montagne et son sommet abritent une forte quantité d'espèces floristiques rares, menacées ou vulnérables, dont quelques-unes endémiques au massif des Chic-Chocs. Le ministère de l'Environnement, de la Lutte contre les changements climatiques, de la Faune et des Parcs y protège l'arnica de Griscom, l'arnica à aigrettes brunes, l'athyrie alpestre, le senéçon fausse-cymbalaire, la cirse des montagnes, la fougère mâle, la fétuque de l'Altaï, le gnaphale de Norvège et le saxifrage de Gaspésie,.
La Matanie identifie également dans son schéma d'aménagement la montagne comme étant l'habitat de nombreuses plantes susceptibles d'être vulnérables, telles que le pied-de-chat rosé, la renoncule d'Allen, la sagine fausse-sagine, le saxifrage des neiges, la grimmie noire (en) et le céraiste à trois styles.
Le mont Logan est habité par deux espèces d'animaux vulnérables. D'une part, le versant oriental constitue un habitat pour la grive de Bicknell. D'autre part, après l'avoir déserté à partir des années 1970, le troupeau de caribous de la Gaspésie fréquente de nouveau la montagne,.

## Histoire

### Expédition de Logan
À la recherche de charbon, William Edmond Logan explore la Gaspésie pour la première fois en 1843, puis il y retourne en 1844. Sur le bateau les conduisant à Gaspé, le chimiste Édouard Sylvestre de Rottermund, en plaisantant avec le capitaine Walter Douglas, propose de nommer « Logan » la plus haute des montagnes qu'ils pouvaient voir du large de Cap-Chat, et qu'ils avaient l'intention d'ausculter. Le géologue désapprouve,.

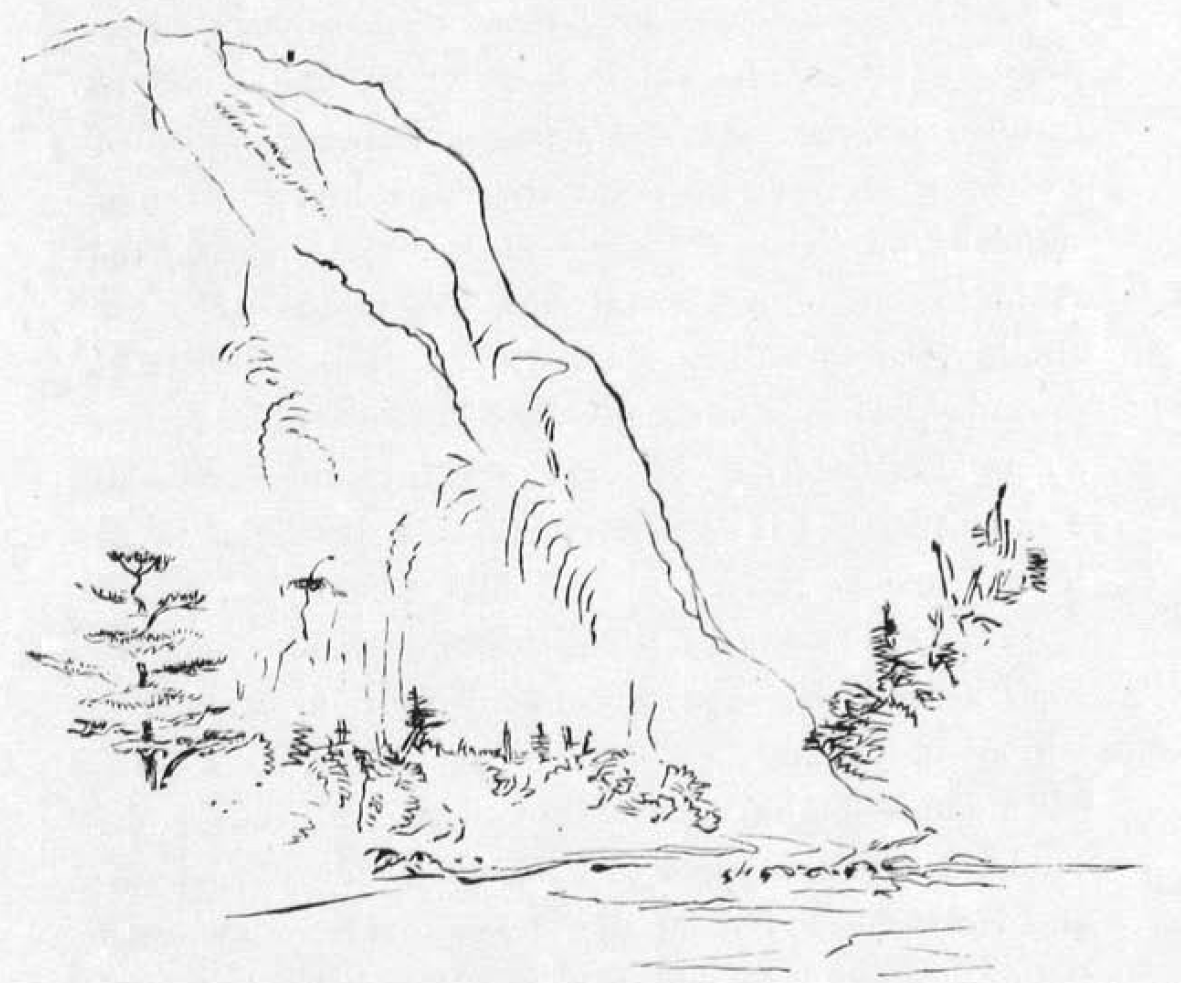
Logan tient un journal de son expédition sur les rivières Cap-Chat et Cascapédia.

Flanqué du comte de Rottermund, du géologue Alexander Murray, de deux assistants et de quatre guides Mi'gmaq, Logan et ses huit acolytes quittent Cap-Chat le 5 juillet 1844, avec l'intention d'atteindre le mont Saint-Joseph, puis la baie des Chaleurs. Les chercheurs procèdent d'abord à la topographie des sommets visibles de la côte au nord de la péninsule, puis remontant la rivière Cap-Chat en canot, ils atteignent la base de la montagne le 14 juillet. Quatre jours plus tard, ils deviennent les premiers Européens à atteindre le sommet du mont Logan ; ils y plantent l'Union Jack. Logan décrit la vue en ces termes :

« Du plus haut sommet que nous visitâmes, le panorama était des plus grandioses. Sur la moitié nord du cercle, les eaux du Saint-Laurent, ponctuées de navires et bateaux de pêche, s'étendaient à gauche et à droite pour aussi loin que l'œil pût voir […].
Vers l'est, une confusion de montagnes et de ravins appartenant aux monts Notre-Dame remplissait l'horizon, et nous présumâmes qu'un sommet, qui montrait une plaque de neige, eût pu être plus haut que le point sur lequel nous nous trouvâmes. Plusieurs des pics qui s'offraient à notre vision étaient de roc nu […].
Vers le sud, une mer ondoyante de crêtes parallèles occupait le tableau […].
Sur les collines de plus faible élévation, les épinettes se mêlaient aux bouleaux, et la taille des arbres augmentait au fur et à mesure que l'altitude diminuait. Après le confinement dans la forêt d'en bas, la végétation de haute altitude nous frappa de plein fouet et nous satisfit grandement. De grandes étendues de prairie dégagée nous apparurent de tous les côtés sauf le nord. De larges pentes à l'est, au sud et à l'ouest étaient tapissées des pousses les plus luxuriantes et d'une diversité de fougères, à partir desquelles les collines ressemblaient parfois à des paysages de parc ou à des œuvres d'art comme si la distribution fut arrangée dans un but d'ornement et produisant souvent, avec des sommets, des ravins et un horizon lointain, des paysages des plus grandioses. »

— William Edmond Logan, Report of progress
L'expédition de Logan explore les environs, puis franchit un col pour enfin gagner la rivière Cascapédia, qu'elle arpente dans le détail. Elle atteint la baie des Chaleurs le 6 septembre 1844.

### Expéditions de Fernald

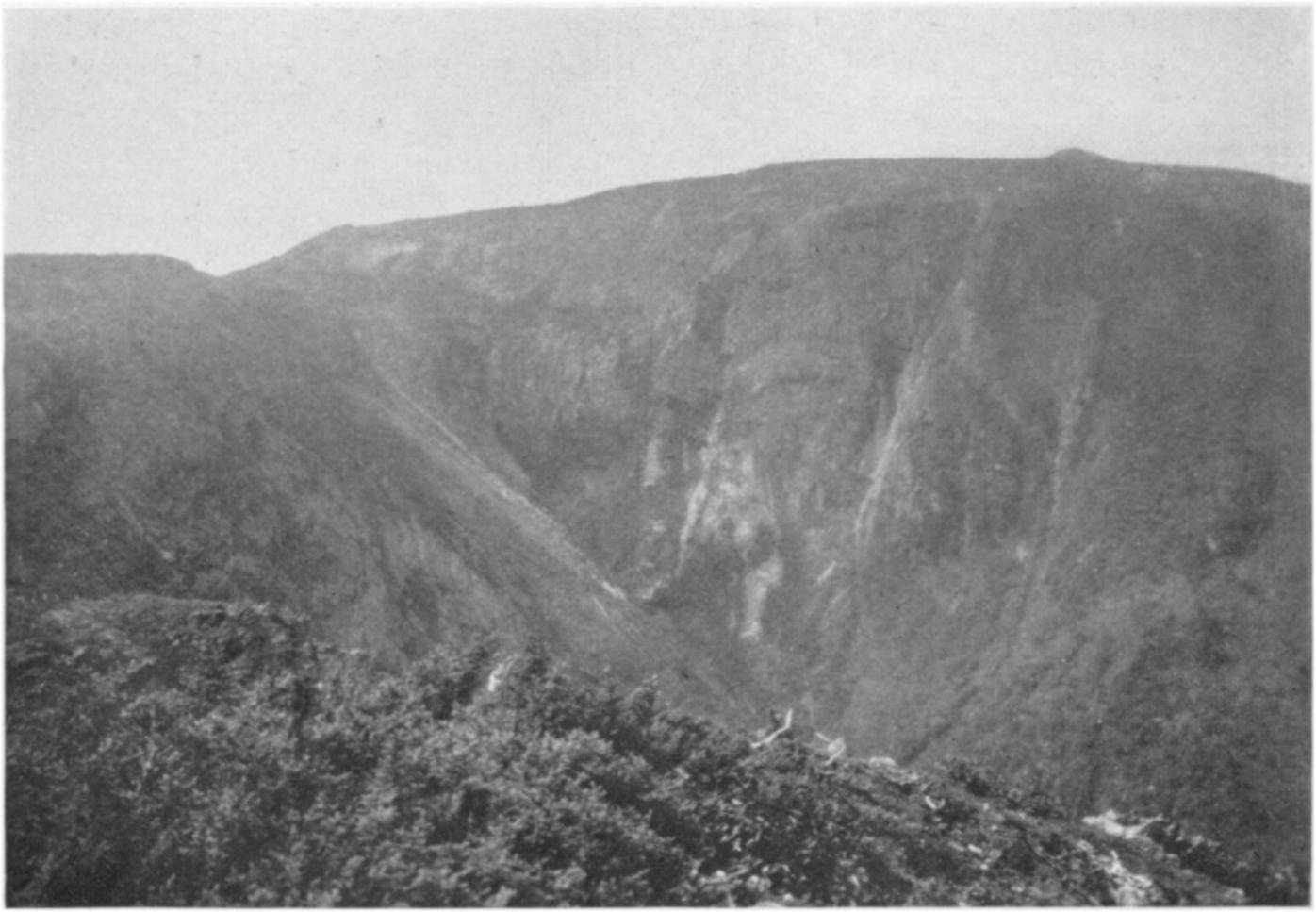
Fernald atteint le sommet du mont Logan en suivant les indications de Logan.

De nombreuses publications académiques s'intéressent au massif des Chic-Chocs lors de la décennie 1920. Constatant le peu de connaissances produites sur la montagne, le botaniste Merritt Lyndon Fernald tente de gagner le sommet du mont Logan avec l'intention d'en décrire la flore. Pour ses travaux, Fernald s'inspire de l'herbier laurentien du botaniste John Macoun, de même que des études physiographiques des géologues William Edmond Logan, Arthur Coleman et Frederick J. Alcock.
En 1922, accompagné du botaniste Arthur Stanley Pease (en) et du guide Joseph Fortin, Fernald tente de retrouver la piste que Logan a empruntée jusqu'au sommet. La montagne est pratiquement inconnue des locaux : les chercheurs tentent plusieurs voies pour atteindre le sommet. Une série d'orages met un terme à leur première expédition. L'année suivante, Fernald forme une équipe de sept botanistes, parmi lesquels Pease, James Frankin Collins, Carroll William Dodge (en), Ludlow Griscom, Kenneth Kent Mackenzie et Lyman Bradford Smith. Les scientifiques trouvent sur la montagne des plantes caractéristiques de l'Arctique canadien et de la cordillère de l'Ouest, jamais observées auparavant autant au sud et à l'est. En somme, l'expédition identifie 300 plantes arctiques, alpines et endémiques. Fernald explique ces découvertes en émettant l'hypothèse que le mont Logan et les sommets avoisinants étaient des nunataqs lors de la dernière glaciation.
Les noms des monts voisins Collins et Dodge, de l'arnica de Griscom et de la réserve écologique Fernald rappellent la visite des botanistes dans les années 1920. Les travaux de Fernald en Gaspésie inspirent au frère Marie-Victorin la constitution de sa Flore laurentienne. Marie-Victorin dit même de Fernald qu'il est son « père botanique ».

### Point focal pour la télédiffusion dans l'Est du Canada
Alors que se généralise la télévision dans les foyers québécois, une course à l'ascension des Chic-Chocs se dessine entre différents groupes de radiodiffusion. Début 1961, Télévision Transgaspésienne (TVTG, affiliée à Télé-Métropole) et la Compagnie de radiodiffusion de Matane (CKBL) réclament tous deux au Bureau des gouverneurs de la radiodiffusion (en) une licence de diffusion sur les plus hauts sommets gaspésiens. TVTG avait obtenu de l'État québécois un bail emphytéotique pour l'installation d'une antenne au sommet du mont Jacques-Cartier ; CKBL, à qui est finalement octroyée la licence, a plutôt obtenu du gouvernement la permission d'occuper le sommet Logan.
Menés par le directeur technique de la station Yvan Fortier (qui les préparait depuis 1959), les travaux sont entièrement réalisés entre juin et octobre 1961. On construit une route de 6 milles (10 km) reliant Saint-Octave-de-l'Avenir à l'émetteur, une antenne haute de 260 pieds (79 mètres), des bâtiments et un groupe électrogène,. Les équipements installés sont rudimentaires. Afin d'assurer un signal télévisuel ininterrompu en Gaspésie, sur la Côte-Nord et au Labrador, trois techniciens et leurs familles sont assignés en rotation à résidence au pied de l'émetteur, ravitaillés en vivres et en pétrole d'abord par hélicoptère, puis par muskeg.
Bien qu'il soit des plus puissants, le signal est mésadapté à la topographie gaspésienne et l'émetteur est difficile à rentabiliser. Entre-temps, au pied de la montagne, le village de Saint-Octave-de-l'Avenir est abandonné et l'approvisionnement doit dorénavant se faire à partir de Cap-Chat, via la vallée de la rivière Cap-Chat. Dès l'acquisition en 1972 de CKBL par la Société Radio-Canada (SRC), on projette la mise hors-d'onde de l'émetteur. L'opération « Descente du mont Logan » est annoncée en 1977 par les ingénieurs de la SRC, et une partie des installations sont démantelées l'année suivante. Les bâtiments restants et le pylône principal sont finalement démolis en 2011.
En 2007, Radio-Canada, toujours propriétaire du sommet, tente de se départir de son terrain. Le Ministère de l'Environnement bloque la vente ; une étude révèle une contamination des sols au diésel qui alimentait autrefois les génératrices. Des travaux d'une valeur de 400 000 $ sont entamés en 2014 afin de construire un biotertre (dispositif de décontamination), mais le processus doit s'échelonner sur une période d'au moins six ans, en raison de la rigueur du climat, de l'isolement du site et de la sensibilité écologique.
Le sommet sert en 2019 de site de radiotransmission pour les opérations de la Société de protection des forêts contre le feu (SOPFEU), du Réseau national intégré de radiocommunication (RENIR) du Ministère des Services gouvernementaux, et de Télécommunications de l'Est, un opérateur local. Radio-Canada demeure propriétaire du bloc B du canton Faribault,.

### Tentatives de développement d'un domaine skiable
Afin de rentabiliser leur émetteur du mont Logan, les propriétaires de CKBL planifient dès sa mise en service le développement du potentiel skiable de la montagne,. Ils font appel à Ernie McCullogh, entraîneur de ski, pour organiser avec des industriels de Matane une expédition d'exploration, puis une expédition cinématographique afin de faire la démonstration de ce potentiel au printemps 1964,. La montagne est vantée pour ses neiges abondantes et persistantes,, en plus des multiples versants exploitables. Le site est le théâtre d'entraînements de la délégation canadienne de l'Interski (de). McCullogh promet même de faire du mont Logan le site d'entraînement de l'équipe canadienne de ski alpin. La montagne est régulièrement comparée à Val-d'Isère,,.
Les multiples expéditions attirent l'attention de politiciens et de financiers torontois,, lesquels désirent obtenir des garanties des gouvernements avant d'investir. On projette l'aménagement d'une station de ski pouvant accueillir jusqu'à 5 000 skieurs convoyés par cinq télésièges, et hébergés dans les villes à proximité ou encore dans un hôtel d'une capacité de 500 clients,. Le coût estimé de la station est d'abord de 1 500 000 $,, puis de 3 000 000 $,, pour être ensuite estimé entre 7 000 000 et 10 000 000 $. Le Bureau d'aménagement de l'Est du Québec se saisit de l'affaire, ; le ministère des Terres et Forêts confie à Claude Robillard le soin d'étudier des projets d'aménagements skiables des plus hauts sommets des Chic-Chocs. On projette la construction d'un réseau élaboré de chemins d'accès et d'un aéroport d'une taille suffisante pour accueillir des avions de ligne ; la facture grimpe à 40 000 000 $. Aucun investissement public n'est toutefois fait en ce sens. Le gouvernement interdit la projection au Québec des films sur les expéditions de McCullogh, et le site du mont Sainte-Anne, plus près de Québec et Montréal, est préféré pour l'implantation d'une station de ski de calibre international.
Le projet est encore discuté au milieu des années 1970 avec une formule héli-ski, nécessitant des immobilisations plus légères. Cependant, le gouvernement du Québec refuse d'y injecter de l'argent. Une station d'héli-ski est opérée par des hommes d'affaires de la région entre 1985 et 1990,, mais leurs efforts de mise en valeur de la montagne sont plombés par la concurrence du Massif de Charlevoix.
En 2002, la Société des établissements de plein air du Québec préfère le mont Jean-Yves-Bérubé au mont Logan pour la construction d'une auberge de montagne de grand luxe, l'auberge de montagne des Chic-Chocs, où sont offerts des services de randonnées à ski guidées,.

## Activités

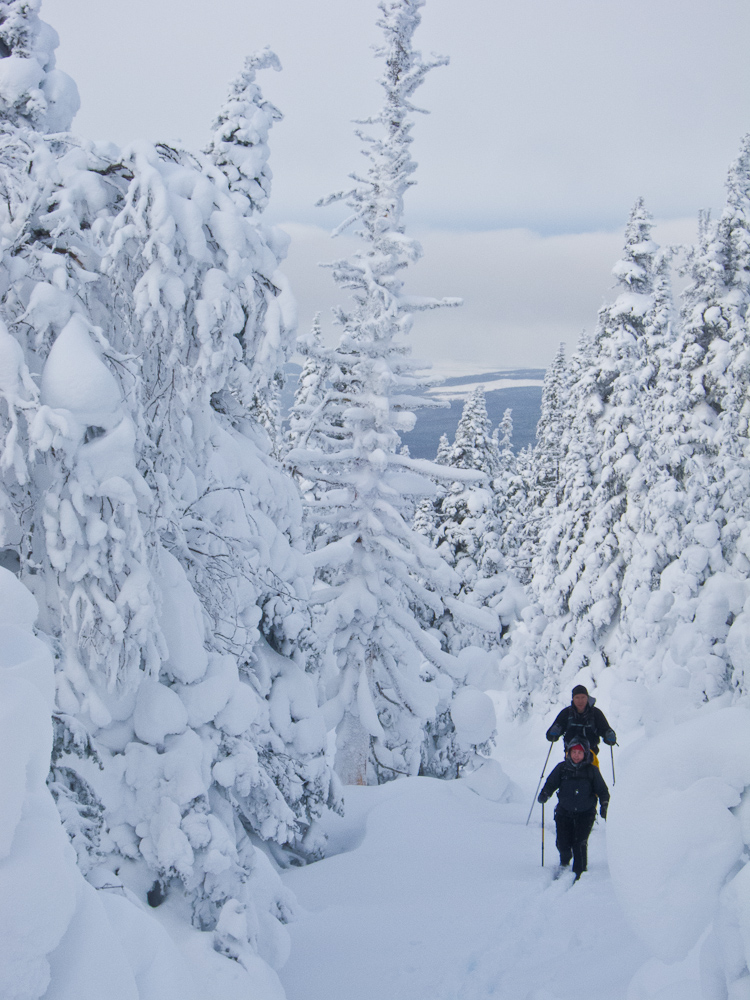
Il est possible de pratiquer le ski de montagne sur le mont Logan.

### Ski de montagne
Si les tentatives d'implanter les infrastructures pérennes nécessaires à une station de ski ont échoué, le ski de montagne est tout de même encore pratiqué sur le mont Logan. Le gestionnaire du parc national de la Gaspésie, la Société des établissements de plein air du Québec, fournit des équipements légers pour la pratique du ski de montagne sur le mont Logan et les sommets environnants : balises, abris, refuges et dépôt de matériel d'urgence.
Bien que les pentes du versant sud soient de classe intermédiaire, le périple représente néanmoins un défi même pour les skieurs avancés. Nécessitant deux à trois jours de randonnée, l'approche du sommet depuis Saint-Octave-de-l'Avenir se fait par un sentier long de 35 km dont l'élévation positive est de près de 800 mètres.
Depuis l'auberge de montagne des Chic-Chocs, accessible depuis Cap-Chat en autoneige (sur réservation uniquement), il est possible de se prévaloir des services d'un guide pour se rendre du mont Jean-Yves-Bérubé au mont Logan.

### Randonnée
L'ascension à pied du mont Logan est réalisable lorsque le sol est dépourvu de neige, de la fin juin à la fin septembre. Les sentiers sont isolés et peu fréquentés,,. Le temps d'ascension requiert généralement le passage d'une nuit en refuge. L'approche ouest se fait par le sentier international des Appalaches depuis la vallée de la rivière Cap-Chat, et l'aller-retour nécessite deux à trois jours de randonnée. Depuis l'est, il est possible d'emprunter un chemin forestier ou un sentier escarpé. Afin de rétrécir le parcours, il est aussi possible d'emprunter une navette depuis Cap-Chat ou le mont Albert.

### Protection environnementale
Faisant partie du parc national de la Gaspésie, la majeure partie de la montagne est protégée dès 1937. Afin d'assurer une protection accrue de la faune et la flore particulières au massif des Chic-Chocs, les activités de foresterie industrielle et d'exploitation minière sont interdites dans le parc à partir de 1977. Appartenant à la Société Radio-Canada, le sommet de la montagne ne fait pas partie du parc de la Gaspésie. Il est toutefois prévu de le céder à l'État québécois une fois que les sols auront été décontaminés du diesel qui s'y trouve.
Intégré à l'habitat floristique du Mont-Logan depuis 1995, le versant est de la montagne bénéficie d'une protection supplémentaire afin d'assurer la survie des spécimens de végétaux rares et menacés qui s'y trouvent. La partie du versant ouest exclue du parc de la Gaspésie est comprise dans la réserve faunique de Matane. Immédiatement au nord-ouest, la réserve écologique Fernald assure une protection intégrale de l'escarpement au nord des sommets Collins, Mattawees et Fortin.
La totalité de la montagne est incluse dans l'habitat légal du caribou de la Gaspésie.